# Paolo Gregoletto
Paolo Gregoletto (Miami, Florida, 14 de septiembre de 1985) es un bajista estadounidense con nacionalidad italiana también. Su padre es italiano y su madre es estadounidense. Forma parte de la banda Trivium y es exmiembro de Metal Militia. Reside en Pompano Beach, Florida. Según Colin Richardson, es el mejor bajista con el que ha trabajado.

## Trivium
Antes de unirse a Trivium, era el bajista y el vocalista de Metal Militia, con la que grabó un álbum llamado Perpetual State of Agression en 2003. Se unió a Trivium en 2004, cuando Matt Heafy y Travis Smith realizaron una audición para encontrar un bajista justo a tiempo para la gira con Machine Head. Gregoletto sustituyó a Brent Young después de que la banda terminara de grabar Ember to Inferno.

## Técnicas
Paolo no toca el bajo con púa, lo hace con los dedos. En una entrevista con la revista[¿cuál?]  (julio / agosto) Gregoletto revela que utiliza una variedad de técnicas para el ejercicio de sus líneas de bajos, como es típico de los modernos bajistas.

## Discografía

### Metal Militia
- Perpetual State of Agression (2003)

### Trivium
- Ascendancy (2005)
- The Crusade (2005)
- Shogun (2008)
- In Waves (2011)
- Vengeance Falls (2013)
- Silence in the Snow (2015)
- The Sin And The Sentence (2017)
- What the Dead Men Say (2020)
- In the Court of the Dragon (2021)